# SIGUNUSED
В некоторых Unix-системах, SIGUNUSED — неиспользуемый сигнал, зарезервированный для будущего использования.
SIGUNUSED — целочисленная константа, определенная в заголовочном файле signal.h. Символьные имена сигналов используются вместо номеров, так как в разных реализациях номера сигналов могут различаться.

## Этимология
SIG — общий префикс сигналов (от англ. signal), UNUSED — от англ. unused — неиспользуемый.

## Использование
В Linux 2.6 на платформах x86, PowerPC и SuperH, сигнал с номером 31 предполагается использовать в будущем, как SIGSYS, но так как поддержка этого сигнала пока не реализована, то он называется SIGUNUSED.